# Kutry desantowe typu Transportbåt Större
Kutry desantowe typu Transportbåt Större, również Transportbåt 200 lub 200-båt – seria szwedzkich kutrów desantowych zbudowanych w latach 1960–1987 dla szwedzkiej marynarki wojennej. W latach 90. XX wieku rozpoczęto wycofywanie jednostek ze służby. Pojedyncze kutry służyły jeszcze na początku XXI wieku. 

## Projekt
Kutry desantowe Transportbåt Större zostały zaprojektowane na przełomie lat 50. i 60. XX wieku na potrzeby szwedzkiej marynarki wojennej. Ich głównym przeznaczeniem był transport żołnierzy i ładunków w rejonie przybrzeżnym. Szwedzkie wybrzeże pełne jest wysp, zatok oraz fiordów. Jednostki budowano w latach 1960–1987 w stoczni Gustavsson & Andersson Varvs AB w mieście Lidingö na Gotlandii. Łącznie zbudowano ponad 200 kutrów 200-båt.
Kadłub kutrów długi był na 21,5 metra, zaś zanurzenie wynosiło 1,2 metra. Kutry wypierały 31 ton. Stosowano dwa rodzaje układu napędowego. Część jednostek napędzana była przez trzy silniki wysokoprężne Scania D816 o mocy 300 KM każdy. Napęd pozostałych 200-båt stanowiły dwa silniki wysokoprężne Volvo Penta o mocy 450 KM każdy. 
Kutry rozwijały prędkość do 20 węzłów. Niekiedy można spotkać się z informacją, że kutry osiągały jedynie 18 węzłów, lecz uzależnione to było zastosowanego układu napędowego. Załogę stanowiło czterech marynarzy, zaś na pokładzie były w stanie przewieźć do 40 żołnierzy desantu. Uzbrojenie stanowiły dwa karabiny maszynowe Ksp58 oraz jedno 20-milimetrowe działko automatyczne Oerlikona. Jednostki dysponowały również radarem nawigacyjnym PN-847. Był w stanie wykrywać obiektyw nawodne na maksymalnej odległości 46 kilometrów.

## Służba

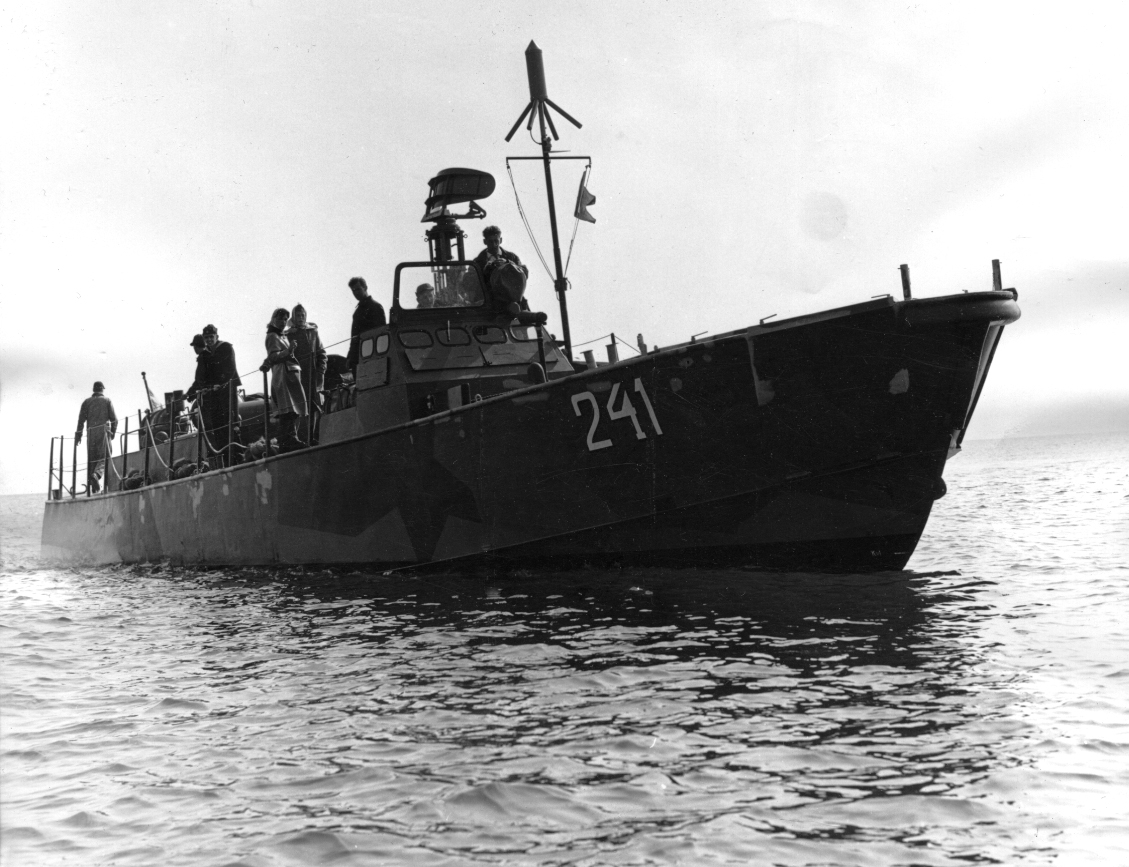
Kuter TpbS 241 w 1965 roku

Pierwsze kutry weszły do służby w Svenska marinen w 1960 roku. Część egzemplarzy trafiło również w końcowym okresie służby do Hemvärnet – szwedzkiej obrony terytorialnej. Szwedzka flota zaczęła wycofywać kutry ze służby już w latach 90. XX wieku, zaś obrona terytorialna eksploatowała pojedyncze egzemplarze jeszcze do okolic 2010 roku. Kury 200-båt zostały zastąpione przez nowocześniejsze jednostki typu Stridsbåt 90E oraz Stridsbåt 90H. Wiele jednostek zostało przejętych przez cywilnych użytkowników, gdzie używano ich w roli łodzi turystycznych. Niektóre trafiły do firm zajmujących się eskortą statków handlowych przez rejony aktywności piratów, między innymi na Morzu Czerwonym i Oceanie Indyjskim.